# مهرداد محمدنژاد
مهرداد محمدنژاد (زادهٔ ۱۸ اردیبهشت ۱۳۷۵) فعال حقوق بشر، کنشگر مدنی، زندانی سیاسی و دانشجوی اقتصاد اهل ایران است. او به دلیل فعالیت در شبکه‌های مجازی به سه سال حبس محکوم شده بود.

## زندگی و فعالیت‌ها
مهرداد محمدنژاد، زادهٔ ۱۸ اردیبهشت ۱۳۷۵ خورشیدی در استان البرز است. او دانشجوی رشتهٔ اقتصاد دانشگاه آزاد تهران است.

## بازداشت و زندان
مهرداد محمدنژاد در تاریخ ۲۸ مهر ماه ۱۳۹۷ با یورش مأمورین امنیتی به منزلش در شهر شهریار، استان البرز بازداشت شد. بازداشت او همراه با ضرب و شتم و در شرایطی غیرانسانی صورت گرفت.

#### اتهامات و حکم
در مهر ماه ۹۷ مهرداد محمدنژاد به اتهام «سب النبی»، «توهین به مقدسات»، «توهین به مقامات» و «تبلیغ علیه نظام» بازداشت شد و تحت شکنجه قرار گرفت. وی در اسفند ۹۷ از اتهام توهین به مقدسات و سب النبی تبرئه و بابت «توهین به مقامات» و «تبلیغ علیه نظام» به سه سال حبس تعزیزی محکوم شد که در شهریور ۹۸ قاضی دادگاه تجدید نظر وی، دو سال از این حکم را لازم به اجرا دانست.

#### آزادی از زندان
مهرداد محمدنژاد که از ۲۴ اسفند ۱۳۹۸ در پی شیوع ویروس کرونا در زندان تهران بزرگ به مرخصی اعزام شده بود، در اردیبهشت ۱۳۹۹ به‌طور مشروط آزاد شد.

### بازداشت مجدد در اسفند ۱۴۰۰
مهرداد محمدنژاد روز ۲۱ اسفند ۱۴۰۰ با یورش مأمورین امنیتی به منزلش بار دیگر به‌طور غیرقانونی بازداشت و به مکان نامعلومی منتقل شد. محمدنژاد روز ۲۸ اسفند به قید وثیقه آزاد شد.